# Róger Flores
Róger Flores (San José, 26 mei 1959) is een voormalig voetballer uit Costa Rica, die speelde als verdediger. Hij beëindigde zijn loopbaan in 1996 bij CD Saprissa. Met zowel LD Alajuelense (1983 en 1984) als CD Saprissa (1989, 1990 en 1995) won hij de Costa Ricaanse landstitel. Flores was na zijn actieve loopbaan actief als trainer-coach.

## Interlandcarrière
Flores, bijgenaamd Il Capitano, kwam in totaal 49 keer (twee goals) uit voor de nationale ploeg van Costa Rica in de periode 1983–1991. Onder leiding van de Spaanse bondscoach Antonio Moyano Reina maakte hij zijn debuut op 15 maart 1983 in de vriendschappelijke thuiswedstrijd tegen Mexico (0-1). Flores nam met de nationale ploeg deel aan het WK voetbal 1990 in Italië, waar hij aanvoerder was. Bij dat toernooi scoorde hij de gelijkmaker in de groepswedstrijd tegen Zweden, die de WK-debutant verrassend met 2-1 won.